# Ōkawa
Ōkawa (japanisch 大川市, -shi) ist eine Stadt in der Präfektur Fukuoka auf Kyūshū im Süden Japans. Der Name der Stadt bedeutet übersetzt „Großer Fluss“.

## Geographie
Ōkawa ist eine Hafenstadt, die südlich von Fukuoka und Kurume, und nördlich von Kumamoto liegt. Durch die Stadt fließt von Nordosten nach Südwesten der Chikugo in die Ariake-See. Vor der Einmündung ins Meer befinden sich innerhalb des Stadtgebiets eine Flussinsel und direkt dahinter spaltet sich über wenige Kilometer westlich der Hayatsune ab. Durch das Stadtzentrum verläuft zudem als östliche Nebenschlaufe des Chikugo der Hanamune.

## Geschichte
Die Stadt wurde am 1. April 1954 gegründet.

## Sehenswürdigkeiten
Im Stadtteil Sakemi liegt östlich des Chikugos der Fūrō-Schrein (風浪宮). Die Haupthalle wurde in der späten Muromachi-Zeit erbaut, wohingegen die fünfstöckige Pagode aus dem 14. Jahrhundert stammt. Ein am Ostufer des Chikugo gelegener, kleinerer Park ist der  Chikugogawashokaikyotenbo-Park und am Hanamune der Okawa-Park. Südöstlich davon gibt es mit dem Switch Park eine Indoor-Halle für Skateboarder. An Museen gibt es in der Stadt das Okawa-Seiriki-Kunstmuseum (大川市立清力美術館). Das Gebäude im westlichen Stil, das während der Meiji-Zeit als Büro der Seiriki-Sake-Brauerei erbaut wurde, wurde 2001 der Öffentlichkeit zugänglich gemacht.

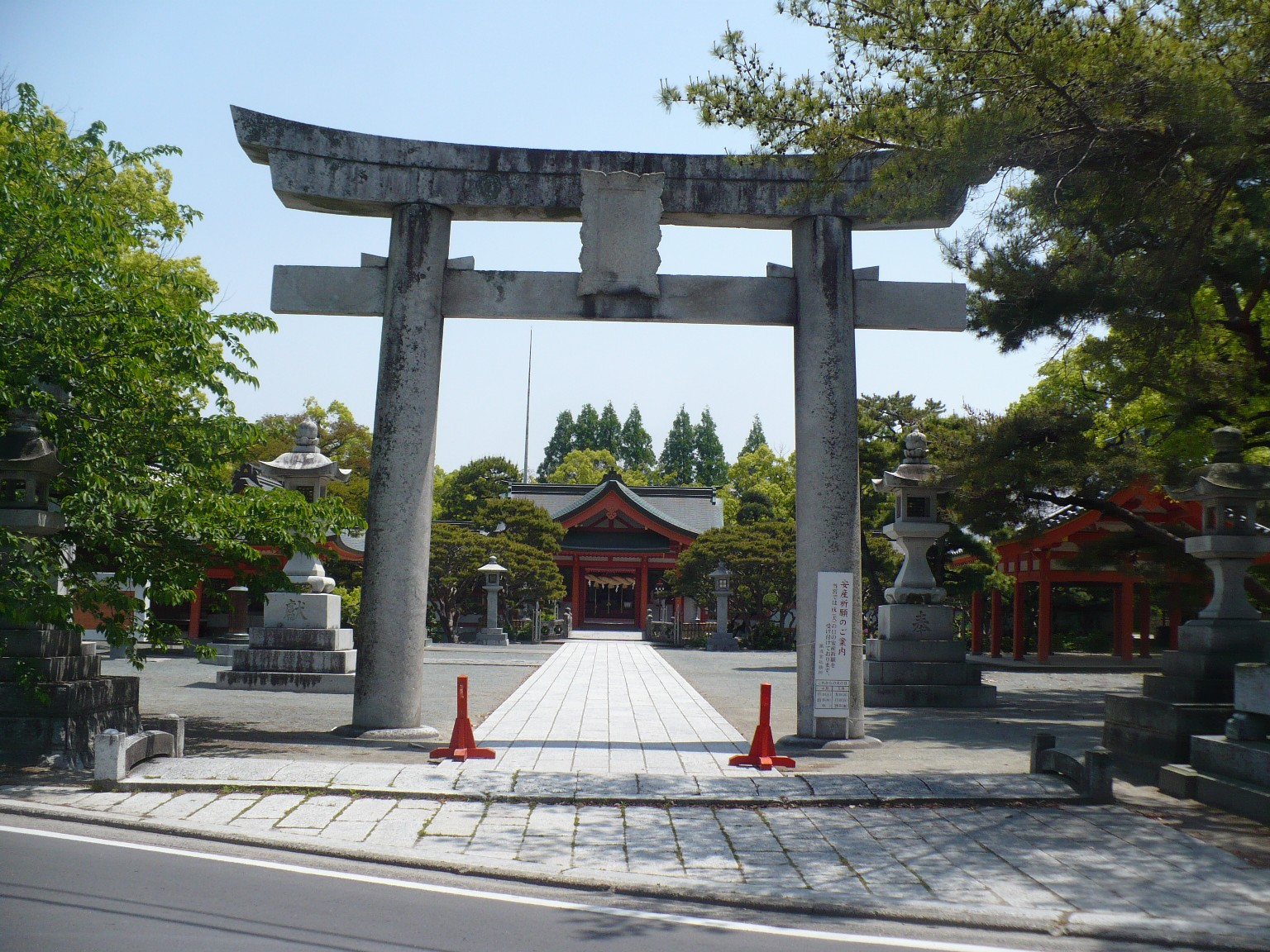
Fūrō-Schrein
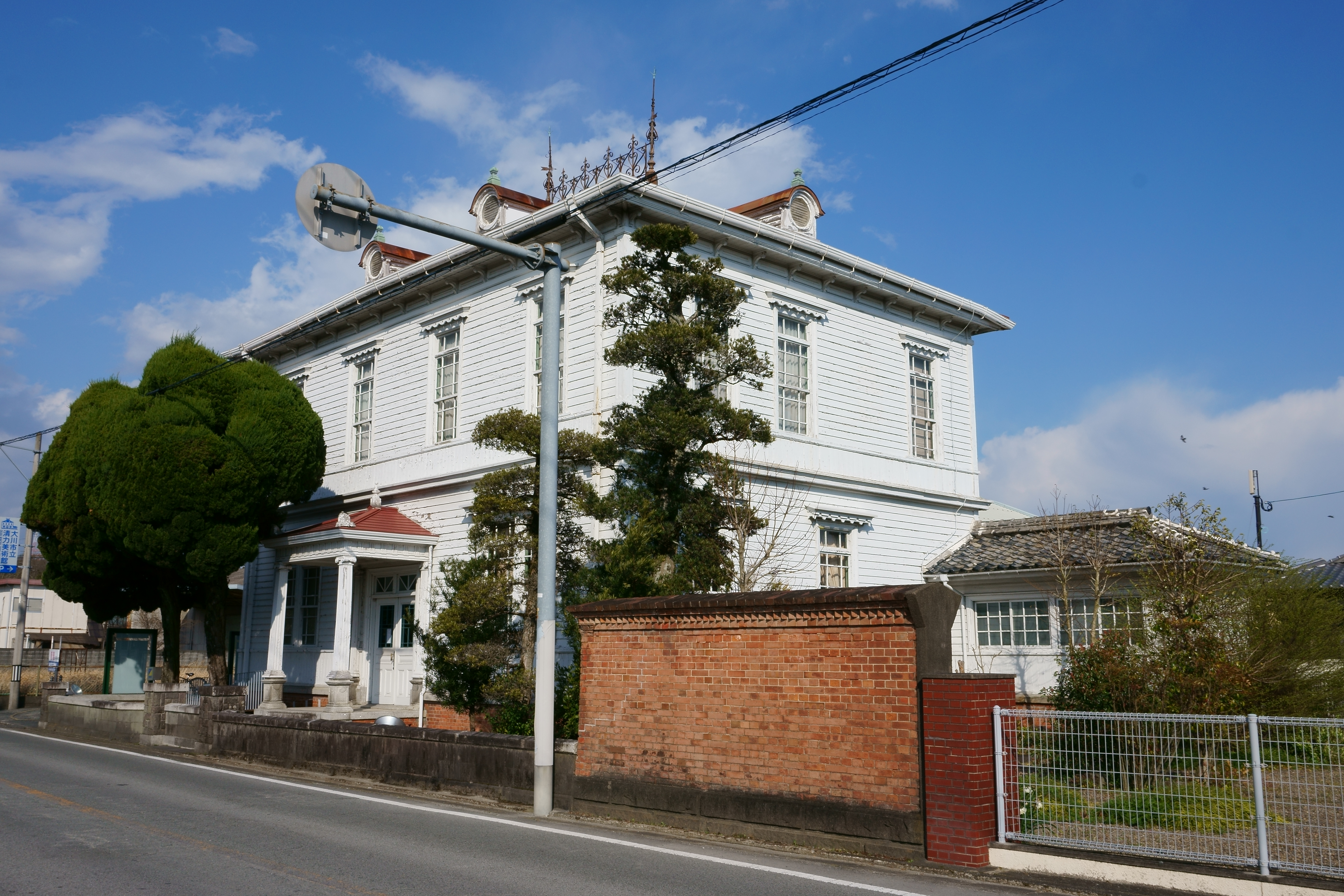
Okawa-Seiriki-Kunstmuseum

## Verkehr
- Straßen:
  - Nationalstraßen 206, 385, 442, 443

## Städtepartnerschaften
- Pordenone

## Söhne und Töchter der Stadt
- Koga Masao (1904–1978), Komponist

## Angrenzende Städte und Gemeinden
- Präfektur Fukuoka
  - Kurume
  - Yanagawa
- Präfektur Saga
  - Saga
  - Kanzaki